# Mordheim
Mordheim — настольная игра по вселенной Warhammer Fantasy, описывающая события в городе Мордхейм. Это игра, события которой разворачиваются в короткий, но интенсивный период, когда в городе кипели сотни ожесточённых схваток между множеством отрядов.

## Инвентарь
Игроку необходимо достаточное количество миниатюр предполагаемой расы/типа, чтобы обозначать воинов в отряде. Почти все возможные виды оружия и снаряжения можно добавить на модели с литника, который вкладывается во все коробки с отрядами. Для большинства сражений достаточно поверхности размером примерно 4x4 фута (1,2 м х 1,2 м).

## Игровой процесс
В игре противоборствующие силы — отряды (англ. warbands) — представлены моделями, собранными и раскрашенными игроком, каждая из которых обозначает одного воина.
Стол игры становится частью Города Проклятых, сценой, где среди разрушенных зданий, переулков и временных мостиков разворачиваются жестокие сражения.
Цель игры — победить противника, что требует умения и удачи.
Существует много моделей, доступных для включения в отряд игрока. Используя их, можно расширять отряд, вооружать бойцов различным оружием и доспехами и брать на службу наёмников.
Правила игры схожи с правилами оригинального Warhammer. Тем не менее, не стоит забывать, что Warhammer ориентируется на сражения между большими армиями, в то время как Mordheim отражает персональные действия всего лишь пары дюжин воинов.
На основе этой игры также создана компьютерная игра Mordheim: City of the Damned.